# Praeepischnia iranella
Praeepischnia iranella är en fjärilsart som beskrevs av Hans Georg Amsel 1954. Praeepischnia iranella ingår i släktet Praeepischnia och familjen mott. Inga underarter finns listade i Catalogue of Life.